# Свети Димитър (Ново Крушево)
„Свети Димитър“ (на гръцки: Αγίου Δημητρίου) е православен манастир рай сярското село Ново Крушево (Неа Кердилия), Гърция. Манастирът е метох на светогорския манастир Каракал.
Манастирът е разположен в източните склонове на Орсовата планина (Кердилия), северозападно над Ново Крушево и югоизточно от развалините на Горно Крушево.
В 1991 година храмът на манастира е обявен за защитен паметник на културата.